# Onchogamasus pumilio
Onchogamasus pumilio är en spindeldjursart som beskrevs av Lee 1970. Onchogamasus pumilio ingår i släktet Onchogamasus och familjen Ologamasidae. Inga underarter finns listade i Catalogue of Life.